# Dipelicus mitratus
Dipelicus mitratus är en skalbaggsart som beskrevs av Silvestre 2010. Dipelicus mitratus ingår i släktet Dipelicus och familjen Dynastidae. Inga underarter finns listade i Catalogue of Life.